# Алисов, Николай Васильевич
Николай Васильевич Алисов (22 мая 1921, Москва — 18 сентября 2001, Москва) — советский и российский экономико-географ, страновед, специалист в области географии промышленности, географии мирового хозяйства, заведующий первой в России кафедрой географии мирового хозяйства. Заслуженный деятель науки Российской Федерации (1996). Заслуженный профессор МГУ (1999).

## Биография
Родился в Москве 22 мая 1921 года в семье рабочих.
В 1938 году окончил московскую среднюю школу, в 1939 году – 2-е Московское педагогическое училище по специальности «учитель начальных классов». В 1940 году был призван на действительную военную службу в армию, служил матросом в пограничных войсках в Хабаровском крае, в 1945 году участвовал в боевых действиях против Японии.
В 1946 году был демобилизован в звании младшего лейтенанта и начал работать в московской школе учителем географии. Одновременно, с 1947 года учился на вечернем отделении географического факультета Московского городского педагогического института имени В. П. Потёмкина, которое в 1951 году окончил с отличием и получил квалификацию преподавателя географии и звание учителя средней школы. В том же институт продолжил обучение в аспирантуре, которую окончил в 1954 году, защитив кандидатскую диссертацию «Экономико-географическая характеристика Мекленбурга», выполненную под руководством А. Г. Артемьевой.
В 1954 году по распределению был направлен на работу в Курский педагогический институт; сначала в качестве старшего преподавателя географического факультета читал курсы по экономической и политической географии зарубежных стран; в 1956–1959 годах выполнял обязанности заведующего кафедрой географии.
В 1959 году занял должность старшего научного сотрудника в московском НИИТЭХИМ. Был ответственным редактором и автором статей в сборнике «Вопросы географии» «География химической промышленности» (1967).
В 1971 году после защиты диссертации «Экономическая эффективность межрайонного разделения труда в химической промышленности СССР» получил степень доктора экономических наук и в 1972 году перешёл старшим научным сотрудником кафедры экономической географии зарубежных социалистических стран географического факультета в МГУ, где ещё 1963 году первым в стране начал чтение спецкурса «География химической промышленности СССР». В 1977 году ему было присвоено звание профессора и с 1978 года он стал заведующим кафедры, которая по его инициативе в 1991 году была переименована в кафедру географии мирового хозяйства.
Долгое время Алисов возглавлял комиссию географии промышленности Московского филиала Географического общества СССР (МФГО), был экспертом по вопросам размещения промышленности Госплана СССР и Госплана РСФСР.
Умер в Москве 18 сентября 2001 года.

## Научная деятельность
Научные интересы Н. В. Алисова: проблемы развития химической промышленности СССР, страноведение и география мирового хозяйства.
Во время работы в НИИТЭХИМ он участвовал в разработке генеральной схемы размещения предприятий химической промышленности СССР: возглавлял рабочую группу по методологии и общим вопросам районного размещения, а затем сектор методологии и вопросов районного размещения химической промышленности, был руководителем и соавтором 25 крупных научно-исследовательских проектов. 
Затем, сохраняя интерес к отраслевым проблемам промышленности СССР (автор разделов по отдельным отраслям географии промышленности в учебном пособии для студентов экономических вузов «Экономическая география СССР», 1976; редактор четырёх тематических сборников МФГО по географии промышленности), он стал заниматься изучением экономической географии зарубежных социалистических стран с позиций районной школы и концепции территориальной структуры хозяйства И. М. Маергойза. Под руководствомН. В.  Алисова были подготовлены: 2-е и 3-е издания фундаментального учебника «Экономическая география зарубежных социалистических стран (Европа, Куба)» (1978, 1984), коллективная монография «Германская Демократическая Республика: экономико-географическая характеристика» (1984), учебное пособие «География промышленности зарубежных социалистических стран Европы» (1983), самостоятельную ценность которого представляла система картосхем размещения отраслей промышленности, индустриальных узлов и районов. В 1988 году стал редактором учебника «Экономическая география зарубежных социалистических стран Азии», написав совместно с Е. Н. Самбуровой раздел по КНР.
После распада социалистической системы, что повлекло кардинальное изменение профиля возглавляемой им кафедры, сосредоточился на изучении географии мирового хозяйства. Первым в стране определил её место в системе географических наук; сформулировал объект, предмет, основные задачи и проблемы исследования, разработал учебную программу и начал чтение курса лекций по дисциплине.
В своих работах исходил из принципа единства и целостности мирового хозяйства, международного разделения труда как первоосновы его формирования, значимости использования в географии мирового хозяйства исторического подхода. Ввёл в научный оборот категорию «глобальная социально-экономическая география».
Автор около 200 научных и учебно-методических работ. Лауреат премии Д. Н. Анучина (1978). В память об Алисове коллегами и учениками опубликован коллективный труд «Глобальная социально-экономическая география» (под ред. Н. А. Слуки. — Москва ; Смоленск : Ойкумена, 2011. — 271 с. : ил., портр., табл. — ISBN 5-93520-070-8); ему посвящено учебно-методическое пособие «Школа географии мирового хозяйства Московского университета: Программы курсов» (2021).
Под руководством Н. В. Алисова было защищено около 30 кандидатских диссертаций, по ряду докторских диссертаций он выступал научным консультантом.

## Награды
Награждён орденом Отечественной войны 2-й степени (1985), медалями «За победу над Японией в Великой Отечественной войне 1941–1945 гг.» (1945), «За победу над Германией в Великой Отечественной войне 1941–1945 гг.» (1990), «За доблестный труд» (1992).